# Cụm tập đoàn quân
Cụm tập đoàn quân (tiếng Anh: Army Group) là tổ chức tác chiến cấp chiến lược của quân đội các nước phương Tây trong 2 cuộc Thế chiến, trên cấp Tập đoàn quân, có thể tác chiến độc lập hoặc phối hợp tiến hành các chiến dịch quân sự quy mô lớn. Thông thường, cụm tập đoàn quân thường chịu trách nhiệm tác chiến trên một chiến trường địa lý cụ thể, có biên chế từ 400.000 đến 1.000.000 binh sĩ, do một sĩ quan cấp Đại tướng hoặc Thống chế làm tư lệnh trưởng.
Trong quân đội Nga hoàng và Hồng quân Liên Xô, đơn vị cấp tổ chức tương đương có tên là Phương diện quân. Trong Lục quân Đế quốc Nhật Bản, đơn vị cấp tổ chức tương đương có tên là Tổng quân (Sō-gun, 総軍).
Các cụm tập đoàn quân có thể là đội hình đa quốc gia. Trong Thế chiến thứ hai, Cụm các tập đoàn quân phía Nam (Southern Group of Armies, còn được gọi là Cụm tập đoàn quân 6 Hoa Kỳ) bao gồm Tập đoàn quân số 7 của Hoa Kỳ và Tập đoàn quân số 1 của Pháp; Cụm tập đoàn quân 21 Đồng Minh gồm Tập đoàn quân số 2 của Anh, Tập đoàn quân số 1 của Canada và Tập đoàn quân số 9 của Mỹ.
Theo thông lệ của Khối thịnh vượng chung và Hoa Kỳ, số phiên hiệu của một cụm tập đoàn quân được biểu thị bằng chữ số Ả Rập (ví dụ: "Cụm tập đoàn quân 12", 12th Army Group), trong khi số phiên hiệu của một tập đoàn quân được viết thẳng bằng chữ cái (ví dụ: "Tập đoàn quân thứ ba", Third Army).

## Lược sử

### Thế chiến thứ nhất
Trong Thế chiến thứ nhất, do yêu cầu chiến sự khốc liệt cần gia tăng quân số liên tục trong thời chiến, dẫn đến việc phát triển về số lượng các tập đoàn quân và các binh đoàn tác chiến tương đương. Việc gia tăng quân số mạnh mẽ như vậy dẫn đến tình trạng khó khăn trong chỉ huy, do đó cơ cấu biên chế chỉ huy trung gian giữa bộ tổng tư lệnh và các tập đoàn quân là cụm tập đoàn quân ra đời.

#### Pháp
Pháp là quốc gia áp dụng mô hình biên chế tập đoàn quân đầu tiên. Nhằm thuận tiện trong việc chỉ huy cánh quân phía Bắc, ngày 4 tháng 10 năm 1914, bộ Tổng chi huy quân Pháp đã thành lập cơ chế chỉ huy Cụm tác chiến lâm thời hướng Bắc (tiếng Pháp: Groupe Provisoire du Nord, viết tắc G.P.N.), đặt dưới quyền chỉ huy chung của tướng Ferdinand Foch, chỉ đạo các tập đoàn quân tác chiến trên hướng này. Biên chế bấy giờ của G.P.N. gồm có Tập đoàn quân số 2 (2e armée) do tướng Philippe Pétain chỉ huy, Tập đoàn quân số 10 (10e armée) do tướng Louis de Maud'huy chỉ huy, và Binh đoàn Bỉ (Détachement d'Armée de Belgique - D.A.B.) do tướng Victor d'Urbal chỉ huy. Đầu năm 1915, Cụm tác chiến lâm thời hướng Đông (tiếng Pháp: Groupe Provisoire de l'Est, viết tắc G.P.E.) cũng được thành lập với nhiệm vụ tương tự với các tập đoàn quân đang tác chiến tại hướng Đông.
Ngày 13 tháng 6 năm 1915, Cụm tác chiến lâm thời hướng Bắc được đổi tên thành Cụm các tập đoàn quân hướng Bắc (Groupe d'armées du Nord - G.A.N.). Sau đó 10 ngày, ngày 13 tháng 6 năm 1915, Cụm tác chiến lâm thời hướng Đông cũng được đổi thành Cụm các tập đoàn quân hướng Đông (Groupe d'armées de l'Est - G.A.E.).
Dưới đây là danh sách các cụm tập đoàn quân Pháp xếp theo thời gian thành lập.
| TT | Phiên hiệu                                                | Giai đoạn                          | Tham chiến                           | Ghi chú                                       |
| -- | --------------------------------------------------------- | ---------------------------------- | ------------------------------------ | --------------------------------------------- |
| 1  | Cụm các tập đoàn quân hướng Bắc Groupe d'armées du Nord   | 13 tháng 6, 1915 - 6 tháng 7, 1918 | Mặt trận Yser Trận Artois Trận Somme | đổi tên thành Cụm các tập đoàn quân Trung tâm |
| 2  | Cụm các tập đoàn quân hướng Đông Groupe d'armées de l'Est | 22 tháng 6, 1915 - tháng 12, 1918  | Trận Verdun                          | Giải thể                                      |
| 3  | Cụm các tập đoàn quân Trung tâm Groupe d'armées du Centre | 22 tháng 6, 1915 - tháng 12, 1917  | Trận Champagne                       | Giải thể                                      |
| 3  | Cụm các tập đoàn quân Trung tâm Groupe d'armées du Centre | 6 tháng 7, 1918 - 12 tháng 2, 1919 | Trận sông Aisne                      | Giải thể                                      |
| 4  | Cụm các tập đoàn quân Dự bị Groupe d'armées de réserve    | 1 tháng 1, 1917 - 8 tháng 5, 1917  | Trận sông Aisne                      | Giải thể                                      |
| 4  | Cụm các tập đoàn quân Dự bị Groupe d'armées de réserve    | 1 tháng 7, 1918 - 18 tháng 7, 1918 | Trận sông Aisne                      | Giải thể                                      |

Ngoài ra còn có các lực lượng quân Đồng minh cấp cụm tập đoàn quân, tác chiến dưới quyền chỉ huy của Pháp là Cụm tập đoàn quân Flandres (Groupe d'armées des Flandres) của Bỉ, Lực lượng Viễn chinh Anh quốc (British Expeditionnary Forces) của Anh, Lực lượng Viễn chinh Hoa Kỳ (American Expeditionary Forces) của Mỹ.

## Cơ cấu
Một Cụm tập đoàn quân được tổ chức từ nhiều tập đoàn quân hợp thành. Trong thời kỳ đầu và giữa Chiến tranh thế giới thứ hai, một Cụm tập đoàn quân Đức thường có 3 đến 4 tập đoàn quân, gồm từ 60 đến 80 vạn quân, tương đương quân số của 3 đến 4 phương diện quân Xô Viết cộng lại. Đến cuối chiến tranh, khi sức mạnh của quân Đức bị suy giảm trong cuộc chiến, một Cụm tập đoàn quân Đức chỉ còn 2 tập đoàn quân trong biên chế, với quân số chỉ còn 20 đến 30 vạn quân, trong khi đó, một phương diện quân Xô Viết có quân số lớn hơn nhiều, từ 40 đến 80 vạn quân.